# Саферн (Њујорк)
Саферн (енгл. Suffern) град је у америчкој савезној држави Њујорк.

## Демографија
По попису из 2010. године број становника је 10.723, што је 283 (-2,6%) становника мање него 2000. године.
| Група             | 2000.         | 2010.         |
| Белци             | 8.777 (79,7%) | 7.598 (70,9%) |
| Афроамериканци    | 388 (3,5%)    | 497 (4,6%)    |
| Азијати           | 311 (2,8%)    | 590 (5,5%)    |
| Хиспаноамериканци | 1.416 (12,9%) | 1.917 (17,9%) |
| Укупно            | 11.006        | 10.723        |